# Basmangambiet
Het Basmangambiet in de opening van een schaakpartij is een variant in de Engelse opening. De opening behoort tot de flankspelen en valt onder ECO-code A10. Het gambiet heeft de beginzetten
1. c4 g5
2. d4 Lg7
De Britse schaker Michael Basman heeft het gambiet geanalyseerd. Deze opening werd aanbevolen en gespeeld door de Amerikaanse schaaktheoreticus Hugh Myers (1930-2008) zodat deze variant ook bekendstaat als de Myersverdediging of -variant. Als g5 volgt op een opening met de witte koningspion naar e4 dan spreekt men van de Borg of Basman verdediging.

## Ongebruikelijke variant
Het Basmangambiet is ook een variant in de damepionopening, die valt onder de halfgesloten spelen met de ECO-code A40. De beginzetten zijn dan
1. d4 h6
2. e4 g5
3. h4 g4
Neemt wit het gambiet aan met 4. Dxg4, dan komt de witte dame vroeg in het spel en zal het snel een aanvalsobject voor zwart worden met zetten als 4. ...d5 of 4. ...Pf6.